# Tenndioxid
Tenndioxid eller tenn(IV)oxid är en oxid av metallen tenn med formeln SnO2.

## Framställning
Tenndioxid förekommer naturligt i form av mineralet cassiterit. Ren tenndioxid framställs genom att cassiterit reduceras med kol i en masugn vid 1200 – 1300 °C vilket ger metalliskt tenn som sedan förbränns i luft för att ge ren tenndioxid.

## Användning
Tillsammans med vanadindioxid används tenndioxid som katalysator vid tillverkning av karboxylsyror. Tenndioxid används också inom keramik för att göra glasyr ogenomskinlig.